# Polymorphanisus guttatus
Polymorphanisus guttatus är en nattsländeart som beskrevs av Navás 1935. Polymorphanisus guttatus ingår i släktet Polymorphanisus och familjen ryssjenattsländor. Inga underarter finns listade i Catalogue of Life.